# 新機動戦記ガンダムW
『新機動戦記ガンダムW』（しんきどうせんきガンダムウイング、英題: NEW MOBILE REPORT GUNDAM WING）は、サンライズが製作した「ガンダムシリーズ」のテレビアニメ作品。宇宙世紀以外の世界を舞台とする『オルタナティブシリーズ』の一つ。1995年4月7日から1996年3月29日までテレビ朝日系列で毎週金曜17:00 - 17:30（JST）に全49話が放送された。『GW』の略称で呼ばれることもある。
アメリカ合衆国にて最初に放送されたガンダム作品である。

## 概要
前番組『機動武闘伝Gガンダム』の人気の中心が低年齢層だったのに対し、本作品ではガンダムのパイロットを始めとする主要キャラクター全員を美少年に設定し、女性も対象としたメディア展開を行うことにより結果的に多くの女性ファンを獲得した（→#関連作品を参照）。バンダイビジュアルの運営するブロードバンドコンテンツでも、本作品は「アニメ・ロボット・美少年」のカテゴリージャンルに配されている。
一方で、本作品にてシリーズ構成を務めた隅沢克之によると、元々女性ファンの獲得を意識して制作したわけではなかったという。オルタナティブ作品の内、『平成ガンダム』と呼ばれる3作品中でも女性人気が高く、テレビシリーズ放送の翌年にはOVA『新機動戦記ガンダムW Endless Waltz』も発売、さらに劇場版の公開など多数のメディア展開へと発展した。

### 特徴
大河原邦男の語るところによれば、本作品でも前作と同様に、世界各国をイメージした5機のガンダムが登場する。そもそも企画段階で最初に決まっていたのも、この「5機のガンダムが出てくる」という点のみであったと、プロデューサーの一人である富岡秀行が述懐しており、これは『Gガンダム』における「主人公たちのグループが5人」という流れを受け継いだものであるのと同時に、同作品に登場したモビルスーツのプラモデルが、それまで停滞していたプラモデル市場を活性化させたことにより、その後番組たる本作品にも同じ結果が求められたという事情もあった。各国のイメージはバンダイにより指示されており、それぞれ日本、西洋、中東、アメリカ、中国とされているが、前作に登場するガンダムよりも、各国のイメージは抽象化されたものとなっている。また主役機こそ5機のガンダムながらも、同時に主人公たちの機体の乗り換えが他のガンダムシリーズ作品と比べても多いのが、本作品の特徴の一つとも言える。
隅沢によれば、前作では5機のガンダムパイロットがいたものの主人公は1人だったが、本作品では5人全員が主人公として扱われており、監督の池田も同様のコンセプトを掲げていたが、当時の視聴者からの人気的には5人のうちカトルが落ちてしまい、その影響かプラモデルの売上でも、彼の乗機であるガンダムサンドロックのみ伸び悩む格好となった。一方で人気が集中したのがデュオであり、これについて隅沢はデュオが従来型の主人公、すなわち物語の中で成長していくタイプであると前置きしつつ、当時としては異色であるクール・天才系として設定されたヒイロを主人公に据えたおかげであったのだろうと後に分析している。
物語の主軸としては、他のガンダムシリーズ作品と同様に戦争が据えられているが、その中でも本作品では特に戦略や、人間性についての様々な葛藤が描かれており、古今東西の軍人や思想家の思想・言葉が多数引用されているのも本作品の特徴の一つである。女性キャラクターについて、「あの頃よくあったロリキャラは好きじゃなかった」と述べ、それまでのロボットものにある、添え物のような女性キャラではない、自立した女性を意識してキャラクター作りをしたという。

### 制作体制の混乱
主要なスタッフのうち、監督には池田成を起用。5機のガンダム全てのコンセプトが決定し、キャラクターやストーリーを詰めていく作業に入った段階で、すでに放送開始まで半年もない状況であったものの、池田はそれまでのガンダムシリーズ作品全てを視聴した上で、わずか1週間程度でキャラクターやモビルスーツの設定、さらには40話までのストーリー構成をも書き上げ、それを元に企画がまとめられていった。また、当初は難航していたキャラクターデザインの選考も、池田の依頼により村瀬修功が担当する運びとなった。村瀬は過去にも『鎧伝サムライトルーパー』にて池田と共働した経験を持ち、同作品での作画で女性人気を集めていたこともあり、やはり村瀬しかいないとのことで決まったと富岡は語っている。しかし、放送から半年ほど経った時点で池田は本作品の監督を降板。これを受けて同時期に『黄金勇者ゴルドラン』の監督を務めていた高松信司が、ノンクレジットながらも同作品と並行して本作品の後半を担当した。
隅沢によれば、『Gガンダム』が従来のガンダムファンに不評だったことを受け、本作品では当初『ファースト』から『Vガンダム』までのガンダムの再現が志向されていたという。ところが、第10話が放映される頃には池田が当初の案を外れてストーリーを展開。その後前述の通り監督の交代劇が発生するが、後任の高松が本作品の現場に入った第30話台初頭の時点で、既に本作品を去った池田によるシリーズ構成はほぼ使い果たし、先のシナリオやコンテもないという状況であったという。この逼迫した状況をなんとかすべく、高松はまず放送の迫っていたエピソードのうち、第32話を総集編とすることでどうにか作業時間を捻出、その間にスタッフや他のライターに声をかけ、体制を立て直す必要に迫られた。さらに、この時点でガンダムエピオンの登場も間近に控えていたことから、そちらは隅沢に1週間で登場回の脚本を書いてもらい初稿でOKを出し、それ以降の回についても方針不明ながらも止まるわけに行かなかったため、逐次的にシナリオ・コンテを発注するとともに、コンテチェック以降の作業は現場に任せることを余儀なくされた。最終的に、物語後半の展開については隅沢が当初の案を復活させて物語を構築し、従来のガンダムに近いものへと落ち着く形となった。
後年、高松は前述した現場任せの制作体制について、「誰も統治しない、フリーダムな現場」であると振り返っており、また同時に物語の前半と後半で言動が矛盾しているキャラクターもいることに触れつつ、2クールで本作品の現場は「生命維持装置でなんとか延命している状態」であり、それを無理やり原状復帰させるとなるとどこかで矛盾が出てきてしまうとも語っている。結果的には作品として成立する形で着地したものの、本作品後半の制作体制の混乱・疲弊は、翌年度放送の次番組『機動新世紀ガンダムX』にも深刻な影響を残す格好となった。

### 海外での放送
アメリカ合衆国では、2000年3月6日よりカートゥーンネットワーク・TOONAMI枠にて『Mobile Suit Gundam Wing』のタイトルで放送が開始され、同国にて初めて放映されたガンダムシリーズ作品となった。放送コードの関係上、流血などの残虐性の強い場面には修正が施されているが、2001年からはアダルトスイム枠にて無編集版が放送されている。サンライズの海外営業部次長の渡辺靖夫によると、世界的に受けるキャラクターやドラマを持つ作品であるといい、欧米以外の国々でも放映され、ガンダム史上放映された国が最も多い。

## タイトルロゴ
本作品のタイトルロゴには、複数の種類が存在する。
- 「新機動戦記ガンダムW（ウイング）」という表記。
  - 主にテレビシリーズのオープニングや、DVDのジャケットなどに使われる代表的なもの。
- 「新機動戦記ガンダムW GUNDAM WING」という表記。日本語表記の下に英語表記が入る。
  - 主に音楽関係やガンプラ系の商品などに使われている。

アーケードゲーム『機動戦士ガンダム ガンダムVS.ガンダム』では、上記2種のロゴが混在して使われており、各作品のタイトルロゴで作成されている公式サイトのバックでは後者、MS・パイロット一覧のページなどでは前者が使われている。また、ゲーム内での出撃デモやEDでは前者が使用されている。続編の『機動戦士ガンダム ガンダムVS.ガンダムNEXT』の公式サイトでは後者で統一されているものの、ゲーム内や家庭用版のサイトは前者、家庭用説明書の参戦機体のページでは後者が使われているなど、やはり表記が混在した状態にある。

## 物語
宇宙開発が始まった年をアフターコロニー（A.C.）歴1年と定め、人類は宇宙コロニーの開発を始めた。しかし地上・宇宙での紛争や様々な疾病、技術的な問題もあり、L1にてコロニーが初めて完成するまで1世紀を要した。地上の紛争が原因で、宇宙への移民は増大し人口の流出に伴い地上の各国家は衰退の兆しを見せ始めていた。そこで各国家は地球圏統一連合を設立し、コロニーの影響力に対抗しようとした。
A.C.165年、連合とコロニーとの対立問題を調停するための機関が発足。代表としてヒイロ・ユイが選出された。彼は非暴力・非武装の完全平和主義を掲げ、宇宙の心宣言を提唱し、コロニーや地上に賛同者が現れるもA.C.175年に暗殺される。彼の死によりコロニー側は混乱し、連合はスペシャルズ（後のOZ）のMS部隊を派遣。地上でも、ヒイロ・ユイの思想に賛同したサンクキングダムを始めとする国々が連合の武力によって蹂躙されてしまう。
以後、連合軍は圧倒的な軍事力で各コロニーを制圧し、宇宙機雷によりコロニー間の連絡が寸断される時期が長く続いた。
A.C.195年、地球圏統一連合の支配に反目する一部のコロニー居住者による地下組織が「オペレーション・メテオ」を発動させる。それは流星に偽装した5機のモビルスーツ(MS）「ガンダム」をパイロットと共に地球に降下させ、破壊活動を行わせるというものである。しかしこの作戦は事前に「M作戦」の名で連合及びOZに察知されていた。このため工作員の一人ヒイロ・ユイの乗機は地球への降下中に、OZの攻撃輸送機との遭遇戦で海に落下、その後リリーナ・ドーリアンと出会うこととなる。そして互いを知らぬまま地球に降下した他の工作員たち、デュオ・マックスウェル、トロワ・バートン、カトル・ラバーバ・ウィナー、張五飛も、ガンダムパイロット同士や様々な人間と出会い、時代を動かしていくこととなる。
5機のガンダムとそのパイロットは地上に降り立つと、連合の中にその存在を隠すOZが傘下に置く施設を集中的に破壊し、ガンダムの威力を連合やOZの間に轟かせた。しかしガンダム単機の行動はやがて限界に達する。情報戦に長けたOZは彼らを逆に泳がせ、偽情報を流し連合内の軍縮論者たちを一掃させ、更にそれに乗じて「オペレーション・デイブレイク」を発動。全世界で同時に連合に対するOZの反乱を成功させてしまう。OZはガンダムのパイロットたちに対し、コロニーを人質にした上で降伏を迫り、ヒイロはガンダムを敵に渡すことはできないとし、ウイングガンダムを自爆する選択肢を選ぶ。その後、OZはコロニー側に対し、武力による恫喝ではなく協調性を前面に押し出す懐柔策によってコロニーを次々と味方につけていき、コロニーにとって最後の希望となるはずだった5機のガンダムとパイロットたちは、掌を返される形で「人類の敵」として糾弾される側に陥ってしまうが、それでも彼らは自分たちの存在意義を賭けて、それぞれの形で戦おうとする。
しかし、宇宙に残った連合の残党が、新たにOZで開発された無人兵器モビルドールの前に駆逐されていく中で、OZとそれを支援するロームフェラ財団は、有人のモビルスーツに代わるモビルドールで、地球圏の支配という野望を達成させようとしていた。しかし、OZの総帥トレーズ・クシュリナーダは、戦争は生身の人間が戦うべきであるという独特の美学を主張し、財団の方針と対立。総帥を解任されてしまい幽閉に追い込まれたことで財団内部ではトレーズを支持する一派が内紛を起こし、戦火は各地に飛び火していく。
やがて宇宙で、コロニーの武装勢力がホワイトファングを名乗り蜂起し、かつてゼクス・マーキスを名乗っていたミリアルド・ピースクラフトを指導者に祭り上げ、真のオペレーション・メテオを実行しようとする。それは、大型のコロニー（x-18999）を地球に落下させ、これによって混乱した地球を5機のガンダムで制圧するというものである。しかし、ガンダムを設計した5人の科学者はそれに反対して指令内容を変更し、大量虐殺の実行者となることを拒否した。
一度は歴史の表舞台から退いていたトレーズが世界国家元首に着任して地球上の軍事力を統一し、ホワイトファングとの戦いに挑む。5人のガンダムパイロットたちはそれぞれが己の信じる道を信じて戦い、また5人の科学者も自身の命と引き換えに、地球に落下する巨大戦艦リーブラの軌道を変える。最後のリーブラの破片を射つヒイロの一撃が、戦争の歴史に一旦の幕を引いた。

## 登場人物
ヒイロ・ユイ
声 - 緑川光
15歳。兵士として育てられた少年で、ウイングガンダムで地球に降下する。当初は任務遂行のために手段を選ばずに行動していたが、リリーナたちとの出会いで人間らしい感情が芽生える。
デュオ・マックスウェル
声 - 関俊彦
15歳。ガンダムデスサイズで地球へ降下。今までに奇跡を見たことがない自負から、自らを「死神」と名乗るが、明るく人懐っこい性格。
トロワ・バートン
声 - 中原茂
年齢・経歴不詳の少年。ガンダムヘビーアームズで地球へ降下し、サーカス団に潜伏する。
カトル・ラバーバ・ウィナー
声 - 折笠愛
15歳。ガンダムサンドロックで地球へ降下。裕福な家庭に育ち、心優しい性格の持ち主。
張五飛
声 - 石野竜三
15歳。シェンロンガンダムで地球へ降下。古代中国の戦士の子孫で、ヒイロ以上に単独行動が多い。
リリーナ・ドーリアン
声 - 矢島晶子
本作品のヒロインで15歳。地球圏統一連合の外務次官の一人娘として育てられる。地球降下後に海に落ちたヒイロと出会う。
ゼクス・マーキス
声 - 子安武人
秘密結社OZの上級特尉で19歳。仮面をつけ、トールギスを操り、ガンダムと戦う。

## スタッフ
（オープニングクレジットより）
- 企画 - サンライズ
- 原作 - 矢立肇、富野由悠季（『機動戦士ガンダム』より）
- シリーズ構成 - 隅沢克之
- キャラクターデザイン - 村瀬修功
- メカニカルデザイン - 大河原邦男、カトキハジメ、石垣純哉
- 衣装デザイン協力 - 出渕裕
- 美術監督 - 佐藤勝
- 撮影監督 - 大神洋一
- 音楽 - 大谷幸
- 音響監督 - 浦上靖夫
- 制作協力 - 電通、創通エージェンシー
- プロデューサー - 小泉美明（テレビ朝日）、植田益朗（サンライズ）、富岡秀行（サンライズ）
- 監督 - 池田成[注 3]
- 制作 - テレビ朝日、サンライズ

## 主題歌
オープニングテーマ
『JUST COMMUNICATION』（第1話 - 第40話）
作詞・作曲・編曲・唄 - TWO-MIX（キングレコード）
実際の作詞は永野椎菜、作曲は馬飼野康二、編曲は永野椎菜,高山みなみが担当している。
テレビサイズはイントロの声がカットされている。
『RHYTHM EMOTION』（第41話 - 第49話）
作詞・作曲・編曲・唄 - TWO-MIX（キングレコード）
実際の作詞は永野椎菜、作曲は高山みなみ、編曲は永野椎菜,高山みなみが担当している。
エンディングテーマ
『It's Just Love』（第1話 - 第49話）
作詞 - 松本花奈 / 作曲 - 小泉誠司 / 編曲 - 多田光裕 / 唄 - 大石ルミ（アポロン）
テレビオンエアで、前期オープニングテーマ『JUST COMMUNICATION』のオープニング作画は、第1話から17話までは作中のバンクシーンを一部共用したものを使っており、第18話から新しい作画へと改められた。ビデオソフト版や再放送では、第17話までの映像も第18話以降のそれに差し替えられている。
後期オープニングテーマの『RHYTHM EMOTION』は、1995年11月に新オープニングテーマとしてCDが発売されていたにもかかわらず、実際にオープニングが変更されたのは翌年の2月からで、結果的に番組終盤の2か月間しか使用されなかった。オープニングテーマがなかなか変わらなかったことについて、永野椎菜は後に「今でこそ笑えるが、当時は胃が痛んだ」と語っている。
監督代行の高松は後年のインタビューの中で、当初は3クール目からオープニングが変わる予定であったものの、本編を作るので手一杯で新オープニング映像を制作する余裕がなく、本当にどうしようもなかったためであると後に明かしている。また、2010年発売のG-SELECTIONブックレットによると「監督の池田が途中降板したため、キャラクターデザインの村瀬修功がオープニングの作画を担当することになったが、完成が大幅に遅れ、結局完成したのは最終回直前になったため」とも記されている。ともあれこのような事情から、『RHYTHM EMOTION』はまず先行して一部の話数で挿入歌として使用され、ようやく制作が追いついてきてオープニングの方も作れるかもという状態となったものの、変更直後の後期オープニング映像の作画は、そのほとんどが作中のバンクシーンを編集したものとされ、結局オープニング映像が完成したのは最終回の2話前くらい、完全版に至っては1、2回くらいしか流れていないと高松は述べている。

## 各話リスト
| 話数   | 放送日         | サブタイトル                     | 脚本            | コンテ              | 演出            | 作画監督                   |
| ------ | -------------- | -------------------------------- | --------------- | ------------------- | --------------- | -------------------------- |
| 第1話  | 1995年 4月7日  | 少女が見た流星                   | 隅沢克之        | 池田成              | 青木康直        | 西村誠芳                   |
| 第2話  | 4月14日        | 死神と呼ばれるG（ガンダム）      | 隅沢克之        | 池田成              | 原田奈奈        | 佐久間信一 藁谷均          |
| 第3話  | 4月21日        | ガンダム5機確認                  | 隅沢克之        | 池田成              | 湊屋夢吉        | 西村誠芳                   |
| 第4話  | 4月28日        | 悪夢のビクトリア                 | 隅沢克之        | 池田成              | 渡邊哲哉        | 重田敦司                   |
| 第5話  | 5月5日         | リリーナの秘密                   | 隅沢克之        | 西森章              | 青木康直        | 佐久間信一 藁谷均          |
| 第6話  | 5月12日        | パーティー・ナイト               | 面出明美        | 川瀬敏文            | 原田奈奈        | 菱沼義仁 筱雅律            |
| 第7話  | 5月19日        | 流血へのシナリオ                 | 千葉克彦        | 貞光紳也            | 森邦宏          | 西村誠芳                   |
| 第8話  | 5月26日        | トレーズ暗殺                     | 隅沢克之        | 越智浩仁            | 吉本毅          | 佐久間信一 藁谷均          |
| 第9話  | 6月2日         | 亡国の肖像                       | 面出明美        | 千明孝一            | 青木康直        | 西村誠芳                   |
| 第10話 | 6月9日         | ヒイロ閃光に散る                 | 千葉克彦        | 池田成              | 原田奈奈        | 佐久間信一 藁谷均          |
| 第11話 | 6月16日        | 幸福の行方                       | 面出明美        | 池田成              | 森邦宏          | 西村誠芳                   |
| 第12話 | 6月23日        | 迷える戦士たち                   | 千葉克彦        | 渡邊哲哉            | 渡邊哲哉        | 阿部邦博 西村誠芳 土器手司 |
| 第13話 | 6月30日        | キャスリンの涙                   | 隅沢克之        | 湊屋夢吉            | 吉本毅          | 佐久間信一 藁谷均          |
| 第14話 | 7月7日         | 01爆破指令                       | 面出明美        | 池田成              | 青木康直        | 西村誠芳                   |
| 第15話 | 7月14日        | 決戦の場所南極へ                 | 川瀬敏文        | 千明孝一            | 土器手司        | 佐久間信一 藁谷均          |
| 第16話 | 7月21日        | 悲しき決戦                       | 隅沢克之        | 湊屋夢吉            | 森邦宏          | 西村誠芳                   |
| 第17話 | 7月28日        | 裏切りの遠き故郷                 | 千葉克彦        | 池田成              | 渡邊哲哉        | 佐久間信一 藁谷均          |
| 第18話 | 8月4日         | トールギス破壊                   | 川瀬敏文        | 川瀬敏文            | 青木康直        | 西村誠芳                   |
| 第19話 | 8月11日        | バルジ強襲                       | 面出明美        | 千明孝一            | 吉本毅          | 佐久間信一 藁谷均          |
| 第20話 | 8月18日        | 潜入、月面基地                   | 千葉克彦        | 池田成              | 森邦宏          | 西村誠芳                   |
| 第21話 | 8月25日        | 悲しみのカトル                   | 面出明美        | 湊屋夢吉            | 渡邊哲哉        | 佐久間信一 藁谷均          |
| 第22話 | 9月1日         | 独立を巡る戦い                   | 千葉克彦        | 西森章 池田成       | 青木康直        | 西村誠芳                   |
| 第23話 | 9月8日         | 死神に戻るデュオ                 | 隅沢克之        | 湊屋夢吉            | 吉本毅          | 佐久間信一 藁谷均          |
| 第24話 | 9月15日        | ゼロと呼ばれたG（ガンダム）      | 川瀬敏文        | 浜津守              | 森邦宏          | 西村誠芳                   |
| 第25話 | 9月22日        | カトルVSヒイロ                   | 池田成          | 池田成              | 渡邊哲哉        | 佐久間信一 藁谷均          |
| 第26話 | 9月29日        | 燃えつきない流星                 | 隅沢克之 池田成 | 池田成              | 青木康直        | 西村誠芳                   |
| 第27話 | 10月13日       | 勝利と敗北の軌跡                 | 隅沢克之        | 森邦宏              | 青木康直 森邦宏 | 佐久間信一 藁谷均          |
| 第28話 | 10月20日       | すれ違う運命                     | 隅沢克之        | 森邦宏              | 森邦宏          | 西村誠芳                   |
| 第29話 | 10月27日       | 戦場のヒロイン                   | 池田成          | 池田成              | 吉本毅          | 佐久間信一 藁谷均          |
| 第30話 | 11月3日        | リリーナとの再会                 | 千葉克彦        | 湊屋夢吉            | 森邦宏          | 西村誠芳                   |
| 第31話 | 11月10日       | ガラスの王国（サンクキングダム） | 隅沢克之        | 西森章              | 原田奈奈        | 佐久間信一 藁谷均          |
| 第32話 | 11月17日       | 死神とゼロの対決                 | 千葉克彦        | 湊屋夢吉            | 青木康直        | 西村誠芳                   |
| 第33話 | 11月24日       | 孤独な戦場                       | 面出明美        | 日高政光 渡邊哲哉   | 渡邊哲哉        | 佐久間信一 藁谷均          |
| 第34話 | 12月1日        | その名はエピオン                 | 隅沢克之        | 高松信司 渡辺信一郎 | 吉本毅          | 西村誠芳                   |
| 第35話 | 12月8日        | ウーフェイ再び                   | 隅沢克之        | 湊屋夢吉 森邦宏     | 森邦宏          | 佐久間信一 藁谷均          |
| 第36話 | 12月15日       | 王国（サンクキングダム）崩壊     | 千葉克彦        | 武井良幸 日高政光   | 青木康直        | 西村誠芳                   |
| 第37話 | 12月22日       | ゼロVSエピオン                   | 隅沢克之        | 西森章 渡邊哲哉     | 渡邊哲哉        | 佐久間信一 藁谷均          |
| 第38話 | 1996年 1月12日 | 女王（クイーン）リリーナ誕生     | 面出明美        | 日高政光 青木康直   | 吉本毅          | 西村誠芳                   |
| 第39話 | 1月19日        | トロワ戦場へ帰る                 | 隅沢克之        | 湊屋夢吉 森邦宏     | 森邦宏          | 佐久間信一 藁谷均          |
| 第40話 | 1月26日        | 新たなる指導者                   | 千葉克彦        | 青木康直 西森章     | 青木康直        | 西村誠芳                   |
| 第41話 | 2月2日         | バルジ攻防戦                     | 面出明美        | 日高政光 渡邊哲哉   | 渡邊哲哉        | 佐久間信一 藁谷均          |
| 第42話 | 2月9日         | リーブラ発進                     | 隅沢克之        | 谷口悟朗 杉島邦久   | 原田奈奈        | 西村誠芳                   |
| 第43話 | 2月16日        | 地上を撃つ巨光（オーロラ）       | 面出明美        | 湊屋夢吉 吉本毅     | 吉本毅          | 佐久間信一 藁谷均          |
| 第44話 | 2月23日        | 出撃Gチーム                      | 千葉克彦        | 西森章 森邦宏       | 森邦宏          | 西村誠芳                   |
| 第45話 | 3月1日         | 決戦の予感                       | 面出明美        | 青木康直 日高政光   | 青木康直        | 佐久間信一 藁谷均          |
| 第46話 | 3月8日         | ミリアルドの決断                 | 隅沢克之        | 谷口悟朗 杉島邦久   | 渡邊哲哉        | 西村誠芳                   |
| 第47話 | 3月15日        | 激突する宇宙                     | 千葉克彦        | 日高政光            | 原田奈奈        | 佐久間信一 藁谷均          |
| 第48話 | 3月22日        | 混迷への出撃                     | 隅沢克之        | 西森章              | 吉本毅          | 西村誠芳                   |
| 第49話 | 3月29日        | 最後の勝利者                     | 隅沢克之        | 青木康直 渡邊哲哉   | 青木康直        | 佐久間信一 藁谷均          |

各話のタイトルが表示されるときの音楽は、第1話、第2話、第39話、第47話から49話だけ独自のものになっている。第1・2話は加えて、後半開始時（CM後）の音楽も独自のものである。第1話、第47話から49話の後半開始時の音楽は共通である。
第27、28話はそれぞれ総集編。
タイトルコールはヒイロ役の緑川光が担当した。次回予告ナレーションは2話分と4～48話分を同じく緑川光が、新番組予告（1話分）と3話分、49話分はリリーナ役の矢島晶子が担当した。

## 放送局
★印はサンライズ公式掲載の番宣ポスターより
| 放送対象地域 | 放送局             | 系列           | 放送日時                                                                    | 備考                                  |
| ------------ | ------------------ | -------------- | --------------------------------------------------------------------------- | ------------------------------------- |
| 関東広域圏   | テレビ朝日★        | テレビ朝日系列 | 金曜 17:00 - 17:30                                                          | 制作局                                |
| 北海道       | 北海道テレビ★      | テレビ朝日系列 | 金曜 17:00 - 17:30                                                          |                                       |
| 静岡県       | 静岡朝日テレビ★    | テレビ朝日系列 | 金曜 17:00 - 17:30                                                          |                                       |
| 石川県       | 北陸朝日放送★      | テレビ朝日系列 | 金曜 17:00 - 17:30                                                          | [ 8 ]                                 |
| 中京広域圏   | 名古屋テレビ★      | テレビ朝日系列 | 金曜 17:00 - 17:30                                                          |                                       |
| 広島県       | 広島ホームテレビ★  | テレビ朝日系列 | 金曜 17:00 - 17:30                                                          |                                       |
| 愛媛県       | 愛媛朝日テレビ     | テレビ朝日系列 | 金曜 17:00 - 17:30                                                          |                                       |
| 福岡県       | 九州朝日放送★      | テレビ朝日系列 | 金曜 17:00 - 17:30                                                          |                                       |
| 熊本県       | 熊本朝日放送★      | テレビ朝日系列 | 金曜 17:00 - 17:30                                                          |                                       |
| 沖縄県       | 琉球朝日放送       | テレビ朝日系列 | 金曜 17:00 - 17:30                                                          | 1995年10月開局から                    |
| 青森県       | 青森朝日放送       | テレビ朝日系列 |                                                                             | 本放送終了後に放送                    |
| 岩手県       | 岩手朝日テレビ     | テレビ朝日系列 |                                                                             | 本放送終了後に放送                    |
| 秋田県       | 秋田朝日放送       | テレビ朝日系列 |                                                                             | 本放送終了後に放送                    |
| 山形県       | 山形テレビ         | テレビ朝日系列 |                                                                             | 本放送終了後に放送                    |
| 宮城県       | 東日本放送         | テレビ朝日系列 | 水曜 17:00 - 17:30（1995年9月まで）★ → 金曜 17:00 - 17:30（1995年10月から） |                                       |
| 福島県       | 福島放送★          | テレビ朝日系列 | 木曜 17:30 - 18:00                                                          |                                       |
| 新潟県       | 新潟テレビ21       | テレビ朝日系列 |                                                                             | 本放送終了後に放送                    |
| 長野県       | 長野朝日放送★      | テレビ朝日系列 | 木曜17:00 - 17:30                                                           |                                       |
| 近畿広域圏   | 朝日放送★          | テレビ朝日系列 | 金曜 16:30 - 17:00                                                          | 先行放送                              |
| 山口県       | 山口朝日放送       | テレビ朝日系列 |                                                                             | 本放送終了後に放送                    |
| 大分県       | 大分朝日放送       | テレビ朝日系列 |                                                                             | 本放送終了後に放送                    |
| 鹿児島県     | 鹿児島放送         | テレビ朝日系列 |                                                                             | 本放送終了後に放送                    |
| 富山県       | チューリップテレビ | TBS系列        | 火曜 16:27 - 16:55                                                          | 1995年6月27日から1996年7月2日まで放送 |

その他の放送局
いずれも、本放送終了後の放送。
- 東京都 MXTV TOKYO MX
- 埼玉県 TVS テレビ埼玉
- 全国 アニマックス、チャンネルNECO、BS-i（現・BS-TBS）、BS11（同局のみ『ガンダム・Gセレクション』のひとつとして4話分を放送）

インターネット配信
- バンダイチャンネル（有料会員に限り、全話閲覧可能）
- Amazon Prime Video、DMM動画、GYAO!ストアほか（各話、個別課金）
- YouTube「ガンダムチャンネル」（期間限定配信）

## 続編
新機動戦記ガンダムW Endless Waltz
1997年に続編であるOVA『新機動戦記ガンダムW Endless Waltz』が公開された。全3話。テレビシリーズの物語から1年後を舞台に、真のオペレーション・メテオを実行せんとするデキム・バートンとマリーメイア軍の反乱を描いた。
ノベライズでは『EPISODE ZERO』の内容を詳細に描いた節がある。
1998年には再編集され、追加映像を加えた『新機動戦記ガンダムW Endless Waltz 特別篇』が劇場公開された。

## 関連作品

### キャラクターグッズ
ムービック、アニメイトより、フィギュア・カード・アクセサリーなど、多数のキャラクターグッズが発売されている。

### 小説
ノベライズ
角川スニーカー文庫からアニメの内容をほぼ踏襲した形の小説版が、全5巻で出ている。神代創作。
新機動戦記ガンダムW外伝 〜右手に鎌を左手に君を〜
皆川ゆかによる小説。時系列などテレビシリーズと相違する点も複数見られる。
新機動戦記ガンダムW Frozen Teardrop
『ガンダムエース』の企画「ガンダムW プロジェクト」第1弾の小説。2010年8月号にプロローグを掲載し、同年10月号から2016年1月号まで連載。隅沢克之作。イラストはあさぎ桜。『Endless Waltz』の数十年後を舞台にした続編作品である。

### 漫画
コミカライズ
ときた洸一の作画で『コミックボンボン』に連載、全3巻で単行本化されている。
海外版ではラストでヒイロたちが火星に行く部分が全く別の新作に差し替えられており、日本でも2003年に発売されたKPC版では海外版のものが使用されている。
ときた洸一の作画によるものとは別に、2021年4月23日に、海外の作家による第1話のコミカライズ（一部、第3話からの場面もある）が完成品フィギュア「ガンダムユニバース」の海外版公式サイト上にて公開された。アメコミ風の作画で描かれており、登場人物のデザインも目元などがやや小さめにアレンジされている。MSのデザインはテレビシリーズに準拠した形で描かれている。
新機動戦記ガンダムW EPISODE ZERO
かんべあきら作、『月刊アニメV』（『月刊アニメディア』増刊）連載の漫画。テレビシリーズにて描かれた時期（A.C.195年）の十数年前の、本作品での主要登場人物の前史が描かれている。巻末に『Endless Waltz』の後日談『PREVENTER 5（サンク）』が掲載されている。小説版『Endless Waltz』では、本作品との繋がりを意図的に含めた内容となっている。
新機動戦記ガンダムW グランドゼロ
テレビシリーズとOVAの間を描く漫画。冬凪れく作、『ふぁんデラ』（『月刊Asuka』増刊）連載。
新機動戦記ガンダムW BATTLEFIELD OF PACIFIST
テレビシリーズとOVAの間を描く漫画。ときた洸一作、『覇王マガジン』、『コミックボンボン』増刊に掲載。
新機動戦記ガンダムW BLIND TARGET
テレビシリーズとOVAの間を描くラジオドラマ及び漫画。あさぎ桜作、『月刊アニメV』連載。
新機動戦記ガンダムW デュアルストーリー G-UNIT
本作品の外伝作品として、プラモデルを中心とした企画および漫画。漫画版は2誌で発表され、『コミックボンボン』連載『新機動戦記ガンダムW デュアルストーリー G-UNIT』は作画をときた洸一、MSデザインを阿久津潤一が担当。『コミックジャパン』掲載『新機動戦記ガンダムW外伝 G-UNIT』はみずきたつが担当したが、こちらは掲載誌の休刊により未完となっている。
新機動戦記ガンダムW G-UNIT オペレーション・ガリアレスト
作画はときた洸一。『月刊ガンダムエース』2019年8月号から2021年11月号まで連載。単行本は全5巻。
新機動戦記ガンダムW〜ティエルの衝動〜
プラモデルの販促を核とした単発の冊子『新機動戦記ガンダムWエンドレスワルツ最強プレイングブック』掲載の外伝作品。
SATANAS
『ガンダムエース』で掲載された漫画。椎隆子作。テレビシリーズの物語からおよそ100年前のA.C.94年を舞台にした外伝作品。打ち切りに近い状態で全2話で終了している。
新機動戦記ガンダムW Endless Waltz 敗者たちの栄光
『ガンダムエース』の企画「ガンダムW プロジェクト」第2弾の漫画。2010年11月号から2018年1月号まで連載。シナリオ隅沢克之、漫画小笠原智史。新訳『ガンダムW』を謳っており、ストーリーはテレビシリーズをなぞっているが『EPISODE ZERO』などの設定も反映され、MSのデザインはEW版に変更されている。

### ゲーム
新機動戦記ガンダムW ENDLESS DUEL
1996年3月29日にバンダイから発売されたスーパーファミコン用対戦型格闘ゲーム。
そのほか、「スーパーロボット大戦シリーズ」などの、ガンダムやロボットアニメのクロスオーバー作品にも登場している。
新機動戦記ガンダムW THE バトル
2002年10月10日にバンダイから発売されたPlayStation用対戦型格闘ゲーム。北米のみで発売されていた『Gundam Battle Assault 2』から『新機動戦記ガンダムW』を分割し、国内向けにローカライズされ「SIMPLEキャラクター2000シリーズ」の13作目として単独商品化された。同様に『機動武闘伝Gガンダム』も単独商品化されている。

### カセットコレクション
ドラマCD以前のカセットテープによるボイスドラマ。どちらもコメディー作品になっている。
なおどちらも男性キャラのみの出演となっている。後者に関してはGチームのみの出演。
アニメイトカセットコレクション 新機動戦記ガンダムW シークレットオペレーション
女性疑惑が浮上したカトルにどぎまぎするWチームや正しい青少年の明るい喋り方をする五飛、正しい「任務完了」の使い方を描いたエピソードなどが収録されている。
1. オペレーション0「任務了解」
2. オペレーション1「ウィナー家の秘密」
3. オペレーション2「基礎知識講座」
4. オペレーション3「五飛の修行」
5. オペレーション4「果てしなき戦い」
6. オペレーション5「任務完了」
7. 声優コメント

各話の間に、アイキャッチ代わりにGチームがそれぞれの台詞を交換して喋る企画がある。
アニメイトボイスカセット 新機動戦記ガンダムW ボイスコレクション Gチーム編
"番組"という名目で、Gチームがそれぞれのお題に沿った台詞を喋る、といった内容のカセット。
上記の「アニメイトカセットコレクション 新機動戦記ガンダムW シークレットオペレーション」と比べ、再生時間が短い。
1. モーニングコール
2. 留守電メッセージ
3. 励ましメッセージ
4. ラブコール

### その他書籍
角川書店
- 新機動戦記ガンダムW Endless Waltz 特別編 フィルムブック
- 新機動戦記ガンダムW 写真集
- 新機動戦記ガンダムW COMPLETE OPERATION

旭屋出版
- 新機動戦記ガンダムW コンプリートフィルムブック
- NEW MOBILE REPORT GUNDAM W THE MOVIES IX ENDLESS WALTZ SPECIAL EDITION

講談社
- 新機動戦記ガンダムW エンドレスワルツ パーフェクト・ファイル(1)-(3)
- 新機動戦記ガンダムW パーフェクトアルバム
- 新機動戦記ガンダムW 公式MSカタログ
- 新機動戦記ガンダムW ポストカードブック
- 新機動戦記ガンダムW 超百科

ケイブンシャ
- 新機動戦記ガンダムW キャラクターズコレクション(1),(2)

ラポート
- 新機動戦記ガンダムW キャラ・コレクション
- 新機動戦記ガンダムW 大事典

青磁ビブロス
- 新機動戦記ガンダムW 1st OPERATION
- 新機動戦記ガンダムW 2nd OPERATION

メディアワークス
- 新機動戦記ガンダムW 〜Wing Season A.C.195〜
- 新機動戦記ガンダムW データコレクション(1)
- 新機動戦記ガンダムW 完全収録　ヒストリー・オブ・サンクキングダム

学習研究社
- 新機動戦記ガンダムW Endless Waltz

ムービック
- 新機動戦記ガンダムW 設定記録集　PART-I、PART-II
- GUNDAM WING MEMORIALS 〜Final Wing 195〜
- GUNDAM WING MEMORIALS II 〜The Legend of Forever〜
- GUNDAM WING DIGITAL MEMORIALS　CD-ROM　ISBN-4-89601-306-9 C0876（制作協力：リンク工房）
- THE GUNDAM ON THE AFTER COLONY GUNDAM WING ENDLESS WALTZ THE OFFICIAL ART BOOK（非売品）

実業之日本社
- 新機動戦記ガンダムW Endless Waltz 最強プレイングブック

徳間書店
- 新機動戦記ガンダムW FIVE G BOYS

一迅社
- 新機動戦記ガンダムW MSエンサイクロペディア

竹書房
- 新機動戦記ガンダムW

ブッキング
- サンライズアートワークス 新機動戦記ガンダムW

プラモデル解説ムック
- 新機動戦記ガンダムW Wファイル キャラクターサイド（ハイコンプロプラモデルウイングガンダム特典）
- 新機動戦記ガンダムW Wファイル モビルスーツサイド（ハイコンプロプラモデルガンダムデスサイズ特典）

アニメビジュアル
- 新機動戦記ガンダムW 劇場公開記念 VISUAL BOOK（1998年6月号）

アニメージュ
- NEW WORLD GENERATION（1997年10月号）
- GW おたからBOOK（1995年11月号）

アニメディア
- 新機動戦記ガンダムW (秘)オペレーション（1995年9月号）
- 新機動戦記ガンダムW VISUAL BOOK（1995年11月号）
- 新機動戦記ガンダムW Endless Waltz（1997年8月号）
- 新機動戦記ガンダムW クライマックスBOOK THE MEMORIAL（1996年4月号）

### アンソロジーコミック
多数の公式アンソロジーが、複数の出版社より刊行されている。アニメ雑誌などで掲載された作品を編集したものと、一般公募で集められた同人誌を集め掲載した同人誌競作集の二種が存在する。サンライズ公認のアンソロジーであるが、表現規制はほとんど無いに等しく、様々なジャンルの作品が掲載された。特に青磁ビブロス、ラポート、ムービックなどから発刊されたものには、一般的に企業から認可されづらい、やおい同人誌専門の競作集が多数存在する。延べ50冊以上に渡り刊行され続けたが、1998年を境に各社からの発行が停止している。またサンライズは同じ1998年に、同人誌などの二次創作の禁止を含む著作権規定を打ち出している。
学習研究社
- 新機動戦記ガンダムW 1st - 7th ISBN 4-05-601076-5
  - ノーラコミックスぽっけシリーズより全7巻。描き下ろし作品と『月刊コミックPocke』本誌で連載されていた作品で構成されている。

ムービック A-cllection
- ダブルユー ガンダムW アンソロジーコミック（全9巻） ISBN 4-89601-173-2
- WING SHOT!!（全2巻） ISBN 4-89601-208-9
- Crystalize 新機動戦記ガンダムW オリジナルコミック ISBN 4-89601-233-X
- Over the wing 少年は翼を超えて 新機動戦記ガンダムW オリジナルコミック ISBN 4-89601-232-1
- OZ学園幼児部 新機動戦記ガンダムW オリジナルコミック ISBN 4-89601-231-3
- 天使の受難 新機動戦記ガンダムW オリジナルコミック ISBN 4-89601-234-8

星雲社
- ウイング・プロジェクト ガンダムコミックアンソロジー 新機動戦記ガンダムW ISBN 4-7952-1836-6

ラポート ラポートコミックス
- 世紀末ウイング伝説 新機動戦記ガンダムW パロディ作品集 ISBN 4-89799-270-2
- Wビート 新機動戦記ガンダムW パロディ競作集（全4巻） ISBN 4-89799-189-7
- 風の行方 新機動戦記ガンダムW パロディ競作集 ISBN 4-89799-281-8
- オペレーションW 新機動戦記ガンダムW パロディ競作集（全8巻） ISBN 4-89799-173-0
- オペレーションW Endless Waltz 新機動戦記ガンダムW パロディ競作集（全3巻） ISBN 4-89799-243-5
- オペレーションW THE NEXT 新機動戦記ガンダムW パロディ競作集 ISBN 4-89799-268-0
- LAGRANGE 新機動戦記ガンダムW パロディ作品集 ISBN 4-89799-202-8

ホビージャパン ホビージャパンコミックス アミューズメント・アンソロジー・シリーズ
- 新機動戦記ガンダムW ISBN 4-89425-104-3

ラポートデラックス
- 新機動戦記ガンダムW イラスト競作集 Wパーティ ISBN 4-89799-191-9

太田出版 OHTA COMICS
- ガンダムボーイズ 新機動戦士ガンダムW YAOI小説&コミックアンソロジー ISBN 4-87233-262-8

キャロット出版
- プロジェクト0 新機動戦記ガンダムW コミックアンソロジー（全4巻） ISBN 4-906533-20-5

オークラ出版 OAKコミックス
- MOVING ACTION  新機動戦記ガンダムW パロディアンソロジー（全2巻） ISBN 4900780588

青磁ビブロス F' PACKS
- RISING EARTH  新機動戦記ガンダムW 同人誌アンソロジー（全13巻） ISBN 4-88271-401-9

桜桃書房 GAコミックス
- WILD WINGS 新機動戦記ガンダムW パロディアンソロジー（全3巻） ISBN 4-7567-0283-X

メディアワークス メディアコミックス
- 電撃ガンダムW ISBN 4-07-304266-1
- 私立ガンダム学園 ISBN 4-07-304042-1

ブロッコリー
- METEOR LIGHT ガンダムW パロディ集（全3巻）

大洋図書
- 超新星 〜SUPER NOVA〜 新機動戦記ガンダムW コミックアンソロジー ISBN 4-88672-834-0

### ソフト展開
VHS・LD・DVD・BD
VHSは全13巻、その他にEVEN NUMBERS・ODD NUMBERS（総集編）の4巻が1995年に順に発売された。翌々年の1997年には続編であるOVA、Endless Waltzが全3巻で順に発売された。さらに1999年にはEndless Waltz特別篇（劇場版）が発売された。
LDは全7巻。第1巻と第5巻の初回版にはEndless Waltzを含めた全巻が収納可能なBOXが付属している。Endless WaltzもVHSと同じく全3巻で発売された。
DVDはDVD-BOXとして「COLLECTION NUMBER」がIからVまでの5巻で2000年に発売された。IからIVがテレビシリーズで、Vは総集編であるEVEN NUMBERS・ODD NUMBERSとEndless Waltzで構成されている。2001年にはEndless Waltz特別篇、2007年には映像にHDリマスターを施した全12巻と総集編2本とEndless WaltzのDVD、及びそれらをまとめた3つのDVDメモリアルボックスが発売された。この内BOX Iには1巻から6巻まで。BOX IIには7巻から12巻まで。BOX IIIには総集編2巻とEndless Waltz（OVA版）が入っている。このボックスにはEndless Waltz特別篇は入っていない。また2010年には歴代ガンダムシリーズの廉価版DVD-BOX、G-SELECTIONの発売の一環として、HDリマスター版BOXのIとII（全49話）を1つにまとめた物とIIIの廉価版の本作品のBOXが発売された。Endless Waltz特別篇のみDVD商品で、HDリマスターが施された物は発売されていない。
BDは2011年にHDリマスターを施したEndless Waltz特別篇が発売された。
テレビシリーズのBlu-ray BOXは2013年11月22日に「Box1」（第1話 - 第25話）と2014年1月29日に「Box2」（第26話 - 第49話）が発売された。こちらはBDBoxのために制作されたHDリマスター版を収録している。

## ネットラジオ
HDリマスターDVDボックスの販促としてBEAT☆Net Radio!にてトークラジオ『新機動戦記ガンダムW 緑川光の任務、了解』が配信された。全10回。
また.ANIME限定購入者特典としてオリジナルショートドラマがボックス各巻の発売に合わせて計3話配信された。
キャラホビ2007のステージイベントでは緑川光・置鮎龍太郎がゲストで参加し、後日デジタルビート上で一部その模様が公開された。

### パーソナリティ
- 緑川光

### ゲスト出演者
- 関俊彦（3回、4回）
- 置鮎龍太郎（6回、7回、9回、10回、ドラマ2話）
- 折笠愛（9回、10回）